# 曼斯菲爾德鎮區 (密歇根州)
曼斯菲爾德鎮區（英語：Mansfield Township）是位於美國密歇根州艾昂縣的一個行政鎮區。

## 地方資料
曼斯菲爾德鎮區的面積為278.90平方千米，當中陸地面積為257.20平方千米，而水域面積為21.70平方千米。根據2020年美國人口普查的數據，當地共有人口236人，而人口密度為每平方千米0.85人。